# Osterkrise

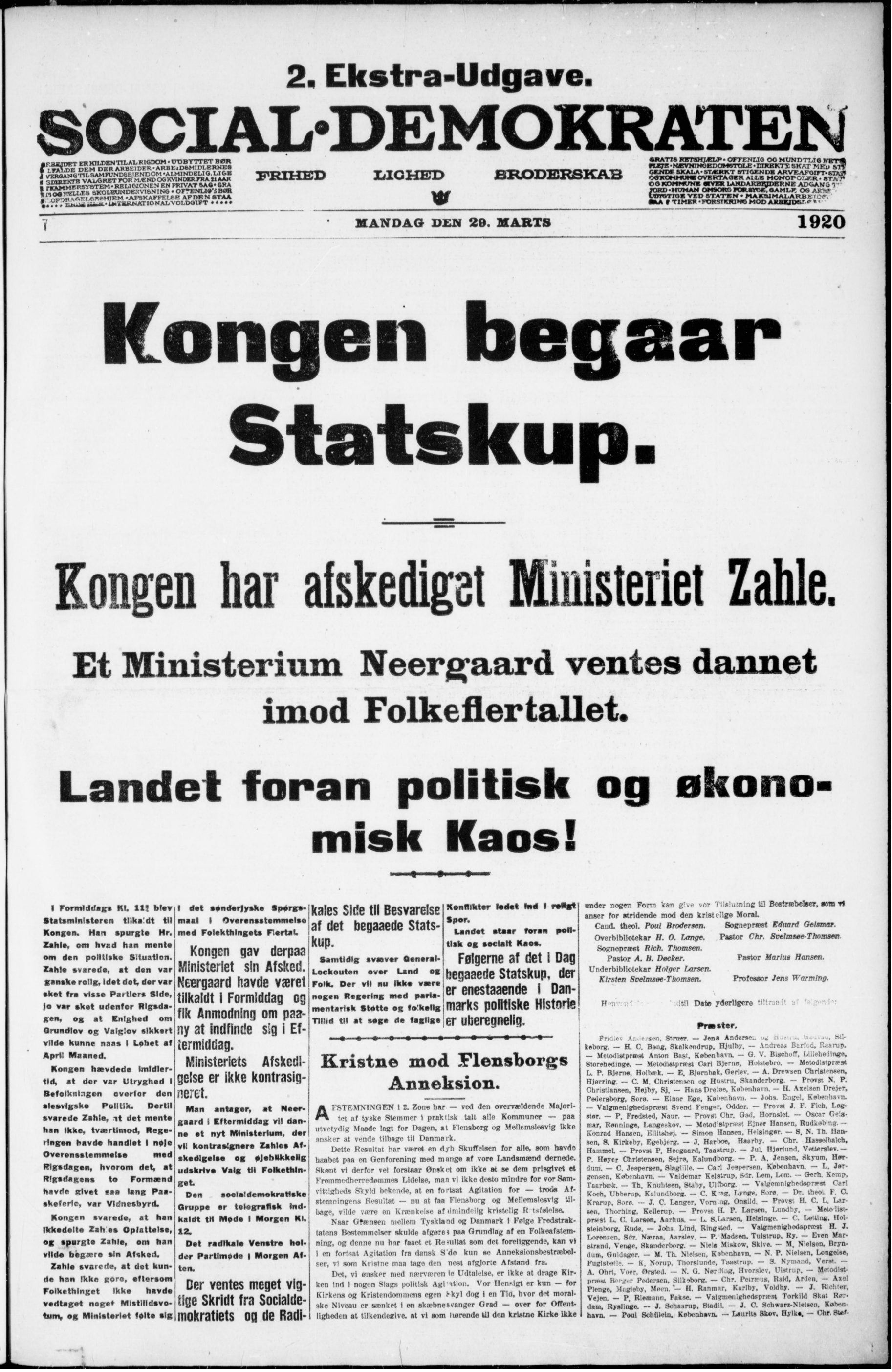
Sonderausgabe der dänischen Zeitung Social-Demokraten vom 29. März 1920. Die Schlagzeile lautet: Der König führt Staatsstreich durch.

Die Osterkrise (dän. Påskekrisen) in Dänemark begann im sich dem Ende neigenden März 1920 und entzündete sich an der Frage der Teilung Schleswigs. Auf der einen Seite stand das linksliberale, von den Sozialdemokraten gestützte Kabinett Zahle II, auf der anderen Seite König Christian X. und die bürgerliche Opposition.
Die Osterkrise markiert einen wichtigen Punkt in der dänischen Monarchie- und Verfassungsgeschichte.

## Hintergrund und Verlauf

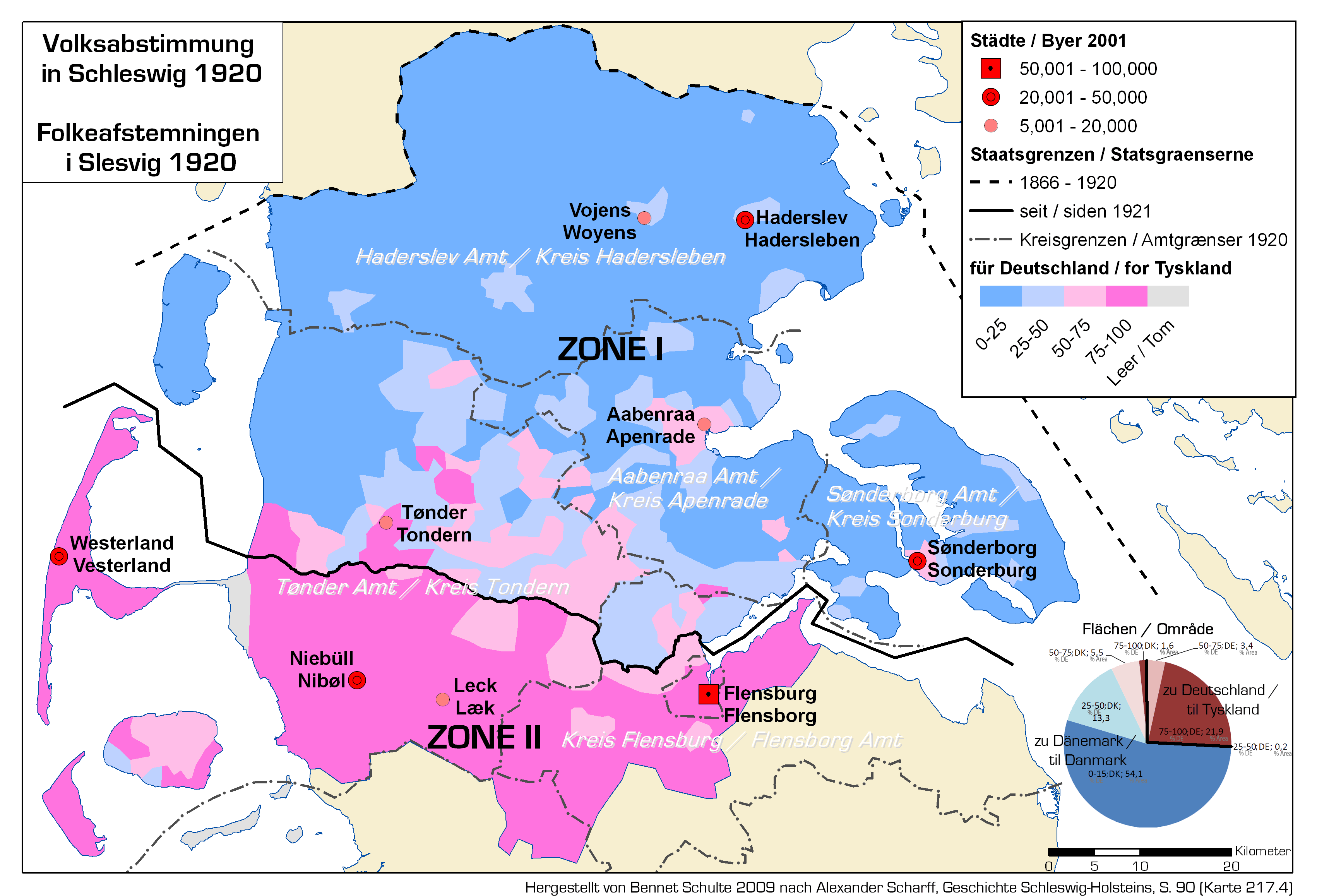
Abstimmungsergebnis in Schleswig 1920

Der Vertrag von Versailles sah Volksabstimmungen in Schleswig vor, für die das Gebiet in zwei Zonen aufgeteilt worden war. Die Abstimmungen führte zur heutigen deutsch-dänischen Grenze, d. h. einem geteilten Schleswig. Die erste Zone umfasste das Gebiet des heutigen Sønderjylland, die zweite Zone das heutige Südschleswig. In der ersten Zone kam eine große Mehrheit für Dänemark, in der zweiten Zone eine große Mehrheit für Deutschland zustande. Das Kabinett Zahle II akzeptierte diese Teilung, Christian X. wollte sie aber nicht hinnehmen: Der König wollte Flensburg als Zentrum Nordschleswigs Dänemark einverleiben, wogegen Zahle davon absah, um zukünftige Grenzstreitigkeiten mit Deutschland zu vermeiden. Nachdem der König Zahle vergeblich aufgefordert hatte, Neuwahlen auszuschreiben – die eine annexionsfreundliche Mehrheit im dänischen Parlament ergeben sollte –, forderte er den Ministerpräsidenten zum Rücktritt auf, und nach dessen Weigerung entließ er ihn.
Seit 1909 regierten Minderheitskabinette das dänische Königreich, weswegen das 1901 eingeführte parlamentarische Prinzip in Dänemark in dieser Zeit nicht gefestigt werden konnte. König Christian X., der den Parlamentarismus zunächst abgelehnt hatte, stützte sich dennoch formal auf dieses Prinzip, als er am 29. März 1920 das Kabinett Zahle II zum Rücktritt aufforderte. Auf die Weigerung des Kabinetts folgte die Entlassung durch den König, obwohl es zuvor, bedingt durch die parlamentarischen Osterferien, kein Misstrauensvotum durch das Parlament gegeben hatte. Anstelle des linksliberalen Kabinetts Zahle ernannte der König eine konservative Interimsregierung. Nach der Drohung der Sozialdemokraten und Kommunisten, zum Generalstreik aufzurufen und die Republik auszurufen, gab der König, „das Schicksal ausländischer Herrscherkollegen vor Augen“, seine Position auf und setzte eine Kompromissregierung ein. Aus den folgenden Neuwahlen ging zwar die rechtsliberale Venstre als stärkste Kraft hervor, gefolgt von den Sozialdemokraten, doch die Frage einer Annexion Mittelschleswigs war definitiv vom Tisch. Damit konnte die Osterkrise beigelegt werden.

## Auswirkungen und Bewertung
Die bedeutendste Folge der Osterkrise war, dass sich die parlamentarische Monarchie in Dänemark endgültig durchsetzte. Seither ist die Rolle des dänischen Königs, wie in den anderen europäischen Erbmonarchien, „auf die Funktion des Beratens, Warnens und Ermunterns reduziert“.
Christian X. suchte in der Osterkrise, so Werner Kaltefleiter, „die Chancen, die aus der Zersplitterung des Parteiensystems erwuchsen, zu nutzen, um seinen verfassungsrechtlichen Einfluß auf die Regierungsbildung effizient zu erhalten.“ Die Parteien hätten sich „[t]rotz ihrer Gegensätze“ sofort zusammengefunden, „als es galt, die Einschränkung der monarchischen Macht zu sichern.“
Der dänische Diplomat Bo Lidegaard schreibt in A Short History of Denmark in the 20th Century, die Osterkrise hätte drei Gewinner, drei Verlierer und einen Überlebenden hervorgebracht. Das Kabinett Zahle gewann in der Grenzfrage, musste aber die Macht an die Venstre abgegeben, die die Folketingswahlen gewann – womit auf der Spiegelseite die rechtsliberale Regierung Neergaard II steht. Die Sozialdemokraten hätten ihren Einfluss auf die Regierung verloren, aber Respekt als ultimative Königsmacher gewonnen. Der König und die Monarchie überlebten die Krise, was keine Selbstverständlichkeit der damaligen europäischen Demokratien war.